# دان لوغان
دان لوغان  محمد سيد (بالإنجليزية: Dan Logan)‏ هو موسيقي ومغني بريطاني، ولد في 19 ديسمبر 1985 في غرانتهام في المملكة المتحدة.
محمد